# Pedro Rodríguez (teolog)

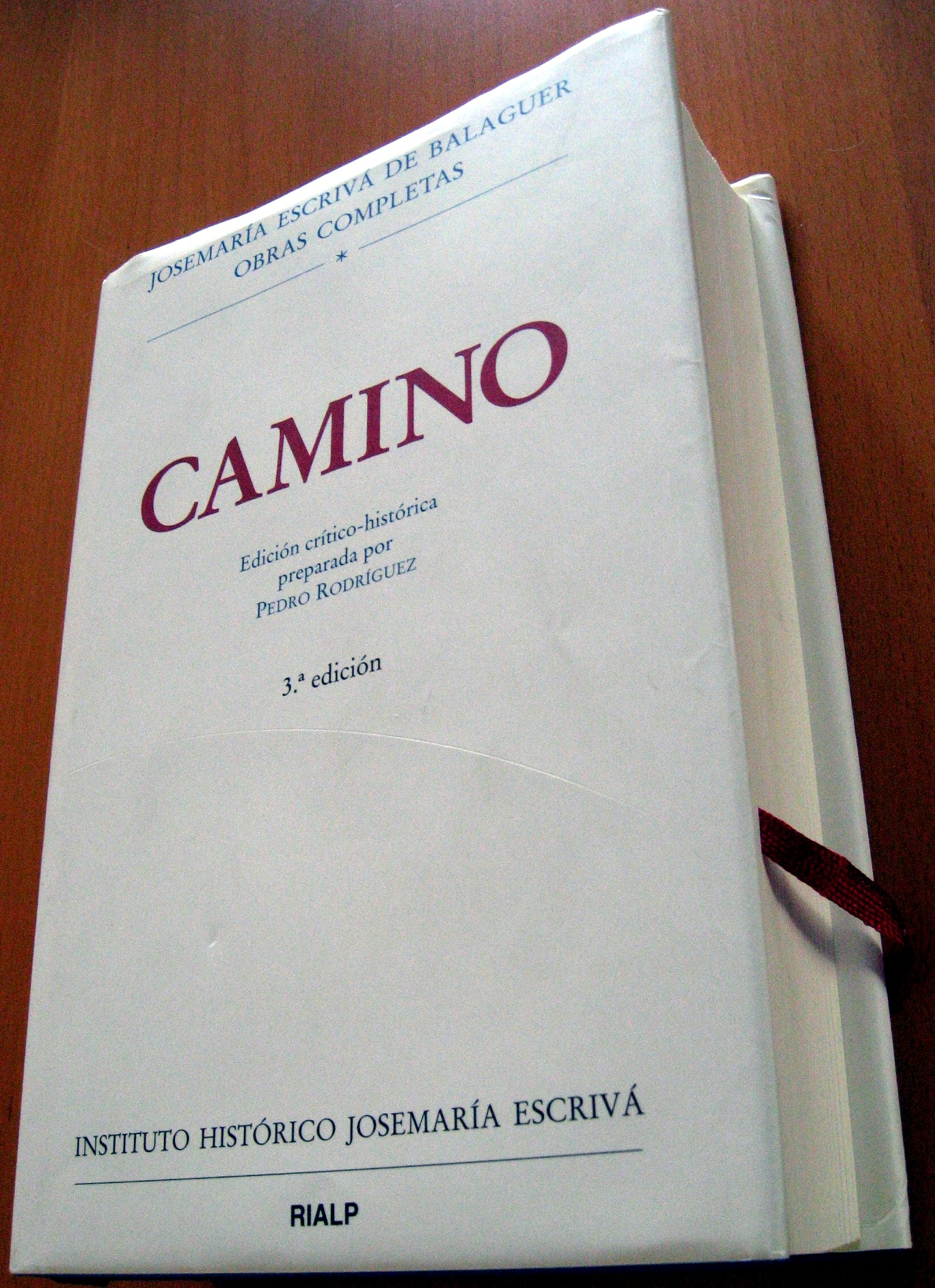
Droga: wydanie historyczno-krytyczne

Pedro Rodriguez (ur. 19 lipca 1933 w Kartagenie) – kapłan katolicki, teolog specjalizujący się w eklezjologii. Jest księdzem numerariuszem Opus Dei. Wykłada na Uniwersytecie Nawarry, przez wiele lat był dziekanem tamtejszego wydziału teologii.

## Prace
Przygotowane przez Rodrigueza wydanie krytyczne Catechismus Romanus, katechizmu Soboru Trydenckiego, było chwalone przez kard. Józefa Ratzingera, z którego korzystał on przy opracowaniu Katechizmu Kościoła Katolickiego. 
Niektóre prace:
- wydanie krytyczne. Catechismus Romanus.
- Prymat Papieża w Kościele
- Rodriguez Pedro, Kościoły partykularne i prałatury personalne Dublin, Four Courts Press, 1986.
- Pedro Rodriguez, Fernando Ocáriz, i Jose Luis Illanes, Opus Dei w Kościele: Eklezjologiczne studium na temat życia i apostolstwa Opus Dei, Princeton 1994
- Rodriguez, Droga: wydanie historyczno-krytyczne,.